# Mastigoproctus vandevenderi
Espèce
Mastigoproctus vandevenderi est une espèce d'uropyges de la famille des Thelyphonidae.

## Distribution
Cette espèce est endémique du Mexique. Elle se rencontre dans l'Est du Sonora et dans l'Ouest du Chihuahua.

## Description
Les mâles mesurent jusqu'à 59,7 mm et les femelles jusqu'à 45,1 mm.

## Étymologie
Cette espèce est nommée en l'honneur de Thomas Roger Van Devender.

## Publication originale
- Barrales-Alcalá, Francke & Prendini, 2018 : Systematic revision of the giant vinegaroons of the Mastigoproctus giganteus complex (Thelyphonida, Thelyphonidae) of North America. (Bulletin of the American Museum of Natural History, no 418, p. 1-64 (texte intégral).